# Petrila
Petrila è una città della Romania di 25 361 abitanti, ubicata nel distretto di Hunedoara, nella regione storica della Transilvania.
Fanno parte dell'area amministrativa anche le località di Cimpa, Jieţ, Răscoala e Tirici.
Petrila è una città prettamente mineraria, grazie ai grandi giacimenti di carbone che vengono sfruttati fin dal 1859. La produzione è attualmente in netta flessione, attestandosi attorno alle 500 000 tonnellate annue, contro la punta del 1984 di oltre 1 250 000 tonnellate.